# Kościół Niepokalanego Poczęcia Najświętszej Marii Panny w Dyneburgu
Kościół Niepokalanego Poczęcia Najświętszej Marii Panny  (łot. Vissvētākās Jaunavas Marijas Bezvainīgās Ieņemšanas Romas katoļu baznīca) – rzymskokatolicka świątynia znajdująca się w Dyneburgu przy ul. A. Pumpura 11a.

## Historia
Kościół został zbudowany w stylu eklektycznym w latach 1903–1905 według projektu dyneburskiego architekta Wilhelma Neumanna (Vilhelms Neimanis), autora m.in. kościoła katolickiego w Grzywie i świątyni Marcina Lutra w Dyneburgu. Kamień węgielny poświęcił ks. Kazimierz Łuczipinis 11 maja 1903. Pracami budowlanymi kierował inż. Jozafat Chłodziński. Budynek uzyskał wymiary: 42 metrów długości i 23 metrów szerokości (wieża liczyła 52 metry) z wysokim frontonem nad którym umieszczono figurę Matki Boskiej. Konsekracja świątyni odbyła się 21 listopada 1905 – dokonał jej ks. dziekan kanonik Łuczipinis. W 1909 świątynia wzbogaciła się o największe na Łotwie organy wykonane przez Polaka Adolfa Hohmanna (Ādolfs Homans) z 28 registrami (i 2 registrami ręcznymi).

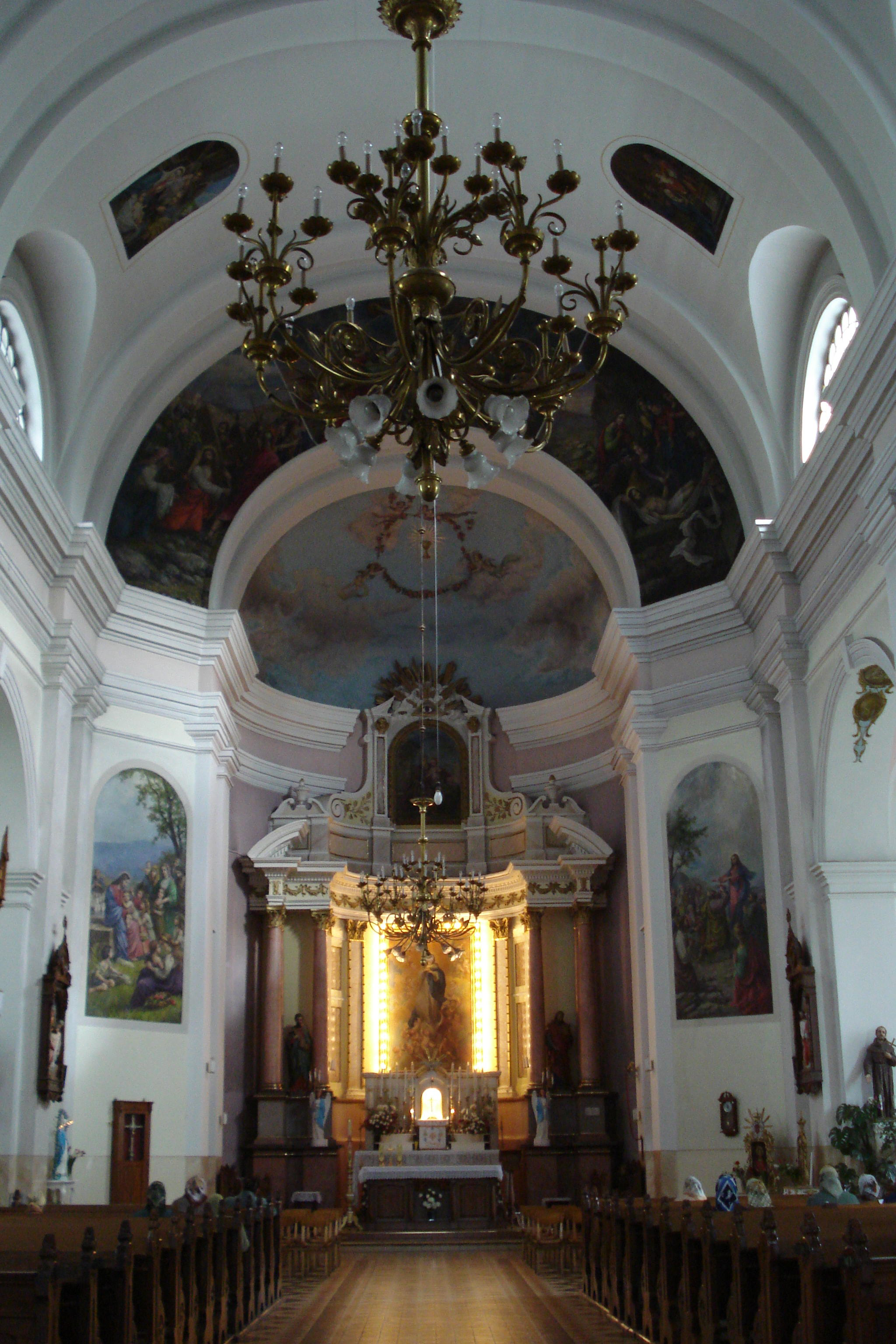
Wnętrze kościoła

W kościele znajdują się cztery ołtarze: Niepokalanego Poczęcia Najświętszej Marii Panny (główny), Serca Jezusowego, św. Stanisława Kostki (św. Kazimierza) i Matki Boskiej z Lourdes (w kaplicy Matki Boskiej z Lourdes). W ołtarzu głównym umieszczono kopię obrazu „Niepokalane poczęcie” hiszpańskiego malarza Bartolomé Esteban Murillo, wykonaną przez petersburskiego artystę Aleksandra Borwaskiego (Aleksandrs Sergejs Borvaskis).
Do 1912 kościół był filią parafii św. Piotra i Pawła. W dwudziestoleciu międzywojennym urząd proboszcza pełnił Bolesław Ławrynowicz. Obecnie w świątyni sprawowane są msze św. w językach łotewskim, rosyjskim i polskim.